# Seča Reka
Seča Reka (izvirno srbsko Сеча Река) je naselje v Srbiji, ki upravno spada pod Občino Kosjerić; slednja pa je del Zlatiborskega upravnega okraja.

## Demografija
V naselju, katerega izvirno (srbsko-cirilično) ime je Сеча Река, živi 719 polnoletnih prebivalcev, pri čemer je njihova povprečna starost 46,4 let (44,2 pri moških in 48,4 pri ženskah). Naselje ima 291 gospodinjstev, pri čemer je povprečno število članov na gospodinjstvo 2,93.
To naselje je, glede na rezultate popisa iz leta 2002, večinoma srbsko.
|  |

| Demografija | Demografija     | Demografija     |
| Leto        | Št. prebivalcev | Št. prebivalcev |
| ----------- | --------------- | --------------- |
|             |                 |                 |
|             |                 |                 |
|             |                 |                 |
|             |                 |                 |
| 1948        | 1484            |                 |
| 1953        | 1596            |                 |
| 1961        | 1518            |                 |
| 1971        | 1301            |                 |
| 1981        | 1217            |                 |
| 1991        | 1086            | 1039            |
| 2002        | 895             | 853             |
|             |                 |                 |

| Etnična sestava po popisu iz leta 2002 | Etnična sestava po popisu iz leta 2002 | Etnična sestava po popisu iz leta 2002 | Etnična sestava po popisu iz leta 2002 | Etnična sestava po popisu iz leta 2002 |
| -------------------------------------- | -------------------------------------- | -------------------------------------- | -------------------------------------- | -------------------------------------- |
| Srbi                                   | Srbi                                   |                                        | 844                                    | 98,94%                                 |
| Črnogorci                              | Črnogorci                              |                                        | 4                                      | 0,46%                                  |
| Hrvati                                 | Hrvati                                 |                                        | 1                                      | 0,11%                                  |
| Neznano                                | Neznano                                |                                        | 4                                      | 0,46%                                  |